# Préfecture de Domoni
La préfecture de Domoni est une préfecture des Comores, sur l'île d'Anjouan. Elle se compose de cinq communes : Domoni, Ngandzalé, Koni, Bambao Mtsanga et Jimlimé.